# Target (media)
Target (lett. "bersaglio" in lingua inglese), nel gergo televisivo e dei mass media italiano, è il segmento di pubblico, individuato sotto il profilo socio-demografico, cui è indirizzato un programma o un'opera audiovisiva.
Il rilievo del concetto di target, in particolare nell'ambito televisivo, è strettamente collegato alla logica competitiva che informa l'attività degli operatori del mercato, tanto che sono emerse, specie nell'emittenza privata, reti che fanno di una determinata tipologia di soggetti il loro pubblico di riferimento privilegiato. In Italia, ad esempio, tra le reti private nazionali, MTV si rivolgeva in modo marcato ai giovani, così come tuttora Italia 1, mentre Rete 4 ha un palinsesto dedicato prevalentemente alle donne o agli anziani. Il fenomeno del targeting televisivo, peraltro, si manifesta anche sulle stesse reti cosiddette generaliste, come Rai 1 e Canale 5, con riferimento a segmenti diversi a seconda delle fasce orarie di programmazione. Con l'avvento della televisione digitale terrestre, poi, la differenziazione per target delle trasmissioni si è fatta ancora più specifica, con la proliferazione dei canali tematici.